# Hulpwetenschap
Een hulpwetenschap is een wetenschappelijke discipline die een bepaalde tak van wetenschap ondersteunt. Met name de geschiedschrijving kent verschillende hulpwetenschappen.
Tot de historische hulpwetenschappen behoren onder andere de paleografie, epigrafie, chronologie, heraldiek en de oorkondeleer.
In de natuurwetenschappen is bijvoorbeeld de palynologie een hulpwetenschap van de biologie. Binnen een wetenschapsgebied kunnen zelfstandige disciplines de rol spelen van hulpwetenschap bij een andere wetenschap: zo kunnen binnen de cultuurwetenschappen kunstgeschiedenis en geschiedenis als elkaars hulpwetenschap fungeren, en in de natuurwetenschappen kan wiskunde de astronomie dienen. Zelfstandige disciplines kunnen in een ander wetenschapsgebied fungeren als hulpwetenschap. Hierdoor valt er geen uitputtende opsomming van hulpwetenschappen per discipline te formuleren.
Er ontstaan door wetenschappelijke vooruitgang en veranderde inzichten geregeld nieuwe hulpwetenschappen zoals de Archeogenetica. Andere, zoals de rassenleer raken in vergetelheid.